# Belgium (Illinois)
Belgium es una villa ubicada en el condado de Vermilion en el estado estadounidense de Illinois. En el Censo de 2010 tenía una población de 404 habitantes y una densidad poblacional de 359,41 personas por km².

## Geografía
Belgium se encuentra ubicada en las coordenadas 40°3′39″N 87°37′58″O / 40.06083, -87.63278. Según la Oficina del Censo de los Estados Unidos, Belgium tiene una superficie total de 1.12 km², de la cual 1.12 km² corresponden a tierra firme y (0%) 0 km² es agua.

## Demografía
Según el censo de 2010, había 404 personas residiendo en Belgium. La densidad de población era de 359,41 hab./km². De los 404 habitantes, Belgium estaba compuesto por el 97.03% blancos, el 0.5% eran afroamericanos, el 0% eran amerindios, el 0.25% eran asiáticos, el 0% eran isleños del Pacífico, el 0.99% eran de otras razas y el 1.24% pertenecían a dos o más razas. Del total de la población el 0.5% eran hispanos o latinos de cualquier raza.